# La fiaccola sotto il moggio
La fiaccola sotto il moggio è una tragedia di Gabriele D'Annunzio ambientata ad Anversa degli Abruzzi in provincia dell'Aquila, scritta nel 1905 e rappresentata per la prima volta nello stesso anno.
D'Annunzio vi venne ispirato nella sua breve permanenza ad Anversa degli Abruzzi con Antonio De Nino, e scrisse di proprio pugno: "La fiaccola sotto il moggio è la perfetta delle mie tragedie". Tra le interpreti della sua opera ebbe modo di dichiarare dell'attrice Paola Pezzaglia: "Ha tenuta accesa la mia fiaccola ponendola sopra il moggio".
Nell'edizione originale del libro, in fondo alla lista dei personaggi è citato il testo greco della chiusa dell'introduzione anapestica del primo stasimo delle Coefore di Eschilo: 

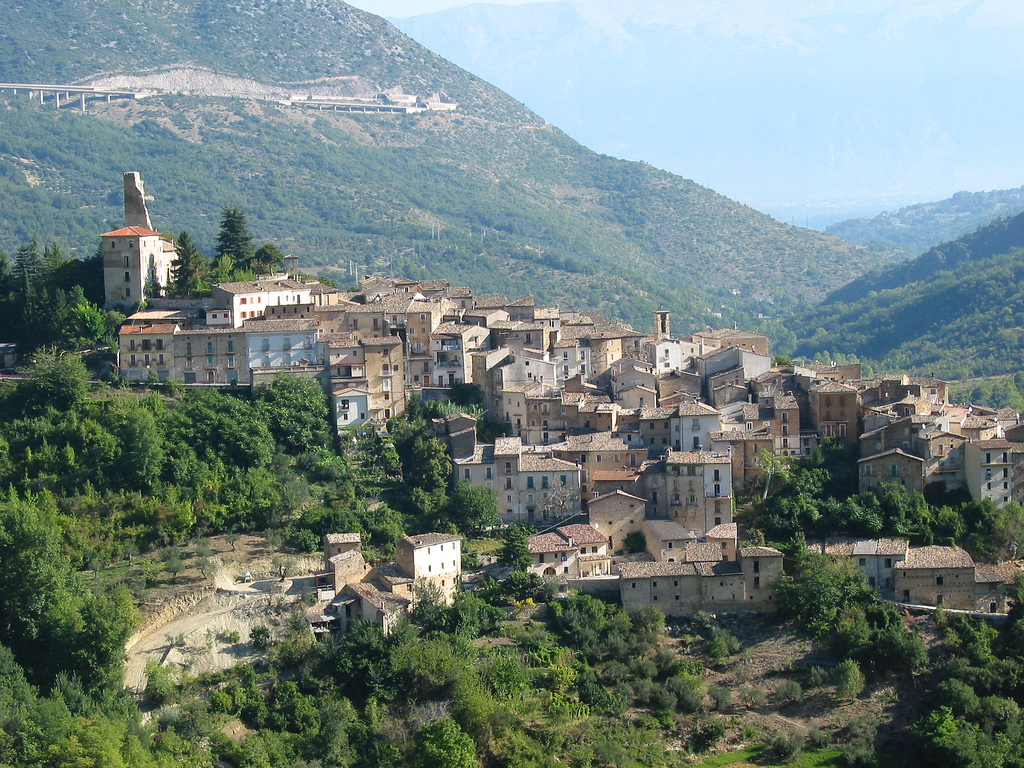
Anversa degli Abruzzi. Nella parte alta a sinistra dell'abitato si notano i ruderi del castello De Sangro dove è ambientata la tragedia.

## Trama
Il titolo sta a significare "avere un segreto nascosto".
Il dramma tratta gli ultimi istanti di reggenza della famiglia dei Di Sangro al castello normanno di Anversa degli Abruzzi ed è ambientato nel terzo decennio dell'Ottocento, sotto il regno di Ferdinando I di Borbone.
Il conte Tibaldo de Sangro è caduto in perdizione, ripudiando la moglie legittima Monica e la figlia Gigliola, e progetta di sposare la matrigna Angizia.
Angizia detta "la femmina di Luco", è una crudele e astuta fattucchiera, arrivista e incantatrice di serpenti, che conosce il potere dei veleni, usati per i suoi piani di lenta sgretolazione del tessuto familiare dei de Sangro, per sposare Tibaldo e uccidere Monica. 
Diversi personaggi del castello convivono con problemi fisici o hanno personalità disturbate: Simonetto, fratello di Gigliola, è emofiliaco; Tibaldo è affetto da un tremore; Bertrando, suo fratello e zio di Gigliola, è moralmente corrotto e cerca di contendersi con Tibaldo la lussuria di Angizia.
Diseredata e scacciata dal padre, Gigliola, non potendo più sopportare l'affronto di realizzar che la madre è impazzita dal dolore, vede arrivare un cencioso ciarallo ossia "incantatore di serpenti", da Cocullo (paese devoto a San Domenico e ai serpenti nella tradizione abruzzese), il quale le rivela di essere il padre di Angizia oltre a spiegarle tutto sui veleni del serpenti, sicché la ragazza progetta di uccidere Angizia e di usare il morso del serpente per sacrificarsi.
Gigliola scopre che il padre Tibaldo si è ravveduto dopo la morte violenta della consorte Monica, e ha ucciso in un accesso d'ira Angizia, affinché Gigliola, nella sua purezza, non si macchi della colpa del delitto. Ma ormai è troppo tardi: il veleno della serpe inizia a fare effetto e Gigliola, mentre il castello si sgretola su sé stesso, va nel cimitero di famiglia a morire sul sepolcro della madre.

## Analisi
"Tenere una fiaccola sotto il moggio” (una specie di piccolo tino usato come unità di misura per le granaglie) è un'espressione derivata dai Vangeli per indicare “possedere una verità nascosta”, che è appunto quella della farneticante e quasi folle Gigliola, la quale intuisce la vera causa della morte materna, ma non la manifesta ed è alla fine sopraffatta nel suo impeto vendicatore dal destino, implacabile signore delle ombre e unico arbitro delle vicende umane.
La tragedia inizialmente fu accolta negativamente da pubblico e critica, e rivalutata soltanto dopo la morte del poeta, venendo accostata a La figlia di Iorio per le qualità e i collegamenti con l'Abruzzo. Gigliola è vista come una superfemmina in negativo, rispetto alle protagoniste Fedra e Francesca da Rimini, che distruggono la vita del proprio amato, in qualità di femmes fatales. Gigliola è stata definita una vera e propria eroina tragica, figlia dei personaggi dei classici greci, che viene annientata dal potere della natura (il paesaggio tetro di montagna, la gente ignorante e ostile e la sensuale Angizia), e che prende ugualmente in mano il proprio destino, venendo però distrutta, secondo la tipica legge dei figli che pagano per le colpe dei genitori. Tuttavia il pessimismo nella tragedia si rivela universale e simbolico perché non solo Gigliola viene distrutta dalla morte, ma con lei rovina tutto il palazzo nobile dei Sangro, che simboleggia la decadenza fisica-morale non solo della struttura, ma anche dei componenti dell'antica famiglia. Da qui sempre la comunione panica con la natura degli elementi Sangro-Castello.
L'importanza della tragedia consiste anche, come per la figlia di Iorio, nella scelta del paesaggio, che si correla perfettamente con gli schemi della tragedia, basata su leggi del casato e su regole universali imposte dalla natura. L'Abruzzo descritto da D'Annunzio era ancora profondamente legato a riti mistici pagani, come la venerazione dei serpenti, nel personaggio del Serparo, e della montagna Maiella, le cui leggende spingevano al commettere atti di profonda venerazione, che a volte sconfinava nell'estasi dionisiaca tipica della tragedia, e della poetica dannunziana. I valori negativi di corruzione sono evidenti in ogni componente della vecchia famiglia, di cui ciascuno incarna il tradimento, l'inganno o la follia, destinati per legge di "hybris" della tragedia classica ad essere annientati nella morte.
Attualmente del castello sono visibili solo i ruderi; forse questo ha ispirato D'Annunzio per l'apoteosi finale.
Il nome "Angizia" è desunto dall'omonima dea, protettrice degli antichi popoli dei Marsi, nonché esperta conoscitrice dei veleni delle serpi. Il suo santuario era a Luco dei Marsi.

## Prima rappresentazione
La prima rappresentazione avvenne il 27 marzo 1905 al Teatro Manzoni di Milano ad opera della compagnia Fumagalli. Interpreti: Mario Fumagalli (Tibaldo), Gabriele Steno (Simonetto), Teresa Franchini (Gigliola), Giuseppe Masi (Bertrando), Elisa Berti-Masi (Aldegrina), Evelina Paoli (Angizia), Ofelia Mazzoni (Annabella), Lydia Baracchi (Benedetta), Giulio Tempesti (il serparo).

## Adattamenti
Sono stati realizzati due adattamenti cinematografici:
- La fiaccola sotto il moggio, regia di Luigi Maggi (1911)
- La fiaccola sotto il moggio, regia di Eleuterio Rodolfi (1916)

## Citazioni
- In Cristo si è fermato a Eboli, Carlo Levi narra di una rappresentazione dell'opera dannunziana a Grassano (cfr. D. Sperduto, Maestri futili?, Aracne, Roma, 2009).